# Ponana divisa
Ponana divisa är en insektsart som beskrevs av Delong och Paul S. Cwikla 1988. Ponana divisa ingår i släktet Ponana och familjen dvärgstritar. Inga underarter finns listade i Catalogue of Life.